# Dichlor monoxide
Dichlor monOxide hay dichlor Oxide là một hợp chất vô cơ với công thức hóa học Cl2O. Nó được Antoine Jérôme Balard tổng hợp lần đầu tiên vào năm 1834. Balard đã cùng với Gay-Lussac xác định thành phần của chất này. Trong các tài liệu cổ xưa, nó thường được gọi là chlorine monoxide, có thể là nguồn gây nhầm lẫn vì tên này bây giờ đề cập đến các loài trung tính ClO.
Ở nhiệt độ phòng nó tồn tại như một khí vàng nâu tan trong cả nước lẫn dung môi hữu cơ. Hóa học, nó là một thành viên của họ các hợp chất chlor, cũng như là anhydride của acid hypochlorrơ. Nó là một chất oxy hóa mạnh và chất chlor hóa.

## Điều chế
Phương pháp tổng hợp sớm nhất là xử lý khí thủy ngân(II) Oxide bằng khí chlor. Tuy nhiên, phương pháp này rất tốn kém, cũng như nguy hiểm cao do rủi ro bị nhiễm độc thủy ngân.
2Cl2 + HgO → HgCl2 + Cl2O
Phương pháp sản xuất an toàn và thuận tiện hơn là phản ứng của khí chlor với natri cacbonat ngậm nước, ở 20–30 ℃.
2Cl2 + 2Na2CO3 + H2O → Cl2O + 2NaHCO3 + 2NaCl
2Cl2 + 2NaHCO3 → Cl2O + 2CO2↑ + 2NaCl + H2O
Phản ứng này có thể được thực hiện khi không có nước nhưng cần sưởi ấm đến 150–250 ℃; nhưng dichlor Oxide không ổn định ở nhiệt độ này do đó nó phải được liên tục loại bỏ để ngăn ngừa sự nhiệt phân:
2Cl2 + Na2CO3 → Cl2O + CO2↑ + 2NaCl

## Cấu trúc
Cấu trúc của dichlor Oxide tương tự như của nước và acid hypochlorrơ, với phân tử chấp nhận một hình học phân tử uốn cong do những cặp đơn lẻ trên oxy; Dẫn đến sự đối xứng phân tử C2V. Góc liên kết lớn hơn một chút so với thông thường, có thể do sự đẩy lùi steric giữa các nguyên tử chlor cồng kềnh.

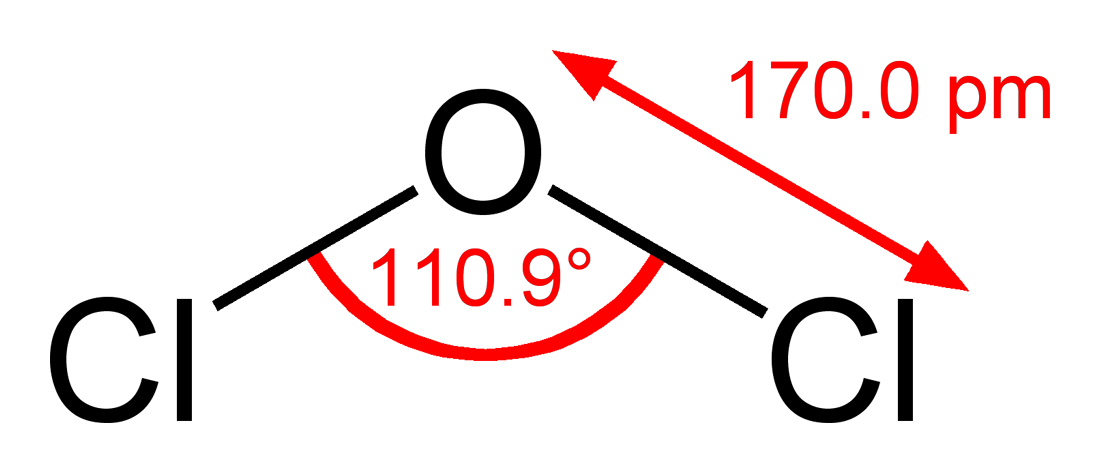

Trong trạng thái rắn, nó kết tinh trong nhóm không gian tứ diện I41/amd, làm cho nó kết hợp với dạng nước cao, băng VIII.

## Phản ứng
Dichlor Oxide hòa tan rất nhiều trong nước, nơi nó tồn tại trong trạng thái cân bằng với HClO. Tốc độ thủy phân chậm đủ để cho phép chiết Cl2O với dung môi hữu cơ như CCl4, nhưng hằng số cân bằng cuối cùng lại tạo thuận lợi cho sự hình thành acid hypochlorrơ:
2HOCl ⇌ Cl2O + H2O K (0 ℃) = 3,55 × 10-3 dm³/mol
Mặc dù vậy, người ta cho rằng dichlor Oxide có thể là những loài hoạt động trong các phản ứng của HClO với các olefin và các hợp chất thơm, cũng như trong việc chlor hóa nước uống.

### Với các hợp chất vô cơ
Dichlor Oxide phản ứng với các halide kim loại, với sự mất Cl2, tạo ra oxyhalide bất thường:
VOCl3 + Cl2O → VO2Cl + 2Cl2↑
TiCl4 + Cl2O → TiOCI2 + 2Cl2↑
SbCI5 + 2CI2O → SbO2CI + 4Cl2↑
Các phản ứng tương tự cũng đã được quan sát thấy với một số halide vô cơ.
AsCI3 + 2CI2O → AsO2CI + 3Cl2↑
NOCl + Cl2O → NO2Cl + Cl2↑

### Với các hợp chất hữu cơ
Dichlor Oxide là một chất chlor hóa có hiệu quả. Nó có thể được sử dụng cho cả chuỗi bên hoặc vòng chloride của các chất thơm bị khử hoạt tính. Đối với các chất thơm hoạt tính như phenol và aryl-ete chủ yếu phản ứng với các sản phẩm halogen hóa vòng. Người ta đã gợi ý rằng dichlor Oxide có thể là những loài hoạt tính trong các phản ứng của HClO với các olefin và các hợp chất thơm.

### Quang hóa
Dichlor Oxide trải qua sự quang ly, cuối cùng tạo thành O2 và Cl2. Quá trình này chủ yếu là radical based, với flash photolysis tạo ra chlor monOxide (ClO·).
2Cl2O → 2Cl2 + O2

### Đặc tính nổ
Dichlor Oxide là chất nổ, mặc dù thiếu một nghiên cứu hiện đại về hành vi này. Sự pha trộn nhiệt độ phòng với oxy không thể phát nổ bằng tia lửa điện cho đến khi chúng chứa ít nhất 23,5% Cl2O. mà giới hạn nổ tối thiểu cực cao. Có những báo cáo mâu thuẫn về nó đang bùng nổ khi tiếp xúc với ánh sáng mạnh. Nung nóng trên 120 ℃, hoặc tốc độ gia nhiệt nhanh ở nhiệt độ thấp cũng có vẻ như dẫn đến nổ. Dichlor monOxide lỏng đã được báo cáo là nhạy cảm sốc.